# Joachim Wey
Joachim Wey (* 12. Dezember 1774 in Villmergen; † 28. Juni 1844 ebenda; heimatberechtigt in Villmergen) war ein Schweizer Politiker und Richter. Von 1831 bis 1837 war er Regierungsrat des Kantons Aargau.

## Biografie
Der Sohn des Untervogts und Müllers Johannes Wey liess sich zum Arzt ausbilden und praktizierte ab 1804. Im selben Jahr erhielt er auch die Zulassung als Rechtsanwalt. Von 1812 bis 1837 war er Mitglied des Bezirksgerichts in Bremgarten. 1819 wurde er in den Grossen Rat gewählt. Nach dem Freiämtersturm von Dezember 1830, als Aufständische aus Weys Heimatregion Freiamt die Kantonsregierung stürzten, war er als Verfassungsrat an der Ausarbeitung einer neuen Kantonsverfassung beteiligt.
1831 wählte der Grosse Rat Wey in die Kantonsregierung. In dieser betreute er hauptsächlich das Gesundheits- und Armenwesen, daneben präsidierte er mehrere Kommissionen. Seine liberalen Positionen standen oft im Gegensatz zur katholisch-konservativen Grundhaltung der Mehrheit der Freiämter Bevölkerung. 1837 schied er aus der Regierung aus und wurde zum Bezirksamtmann des Bezirks Bremgarten gewählt. 
Im Januar 1841 liess Wey prominente Gegner der vom Grossen Rat beschlossenen Aufhebung der Klöster verhaften. Als er sich der gewaltsamen Befreiung widersetzte, wurde er von der aufgebrachten Menge verprügelt; ein Pistolenschuss verfehlte ihn nur knapp. Noch im selben Jahr trat er als Grossrat zurück und wirkte bis zu seinem Tod als Oberrichter.
Seine Enkel waren der Unternehmer Carl Roman Abt, der Jurist Siegfried Abt und der Politiker Heinrich Eugen Abt.